# Coàgul sanguini

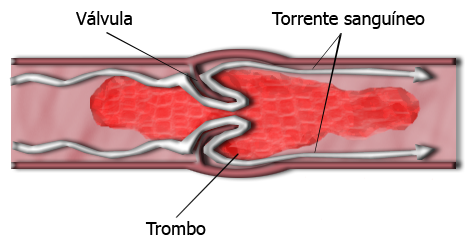
Esquema d'un coàgul sanguini.

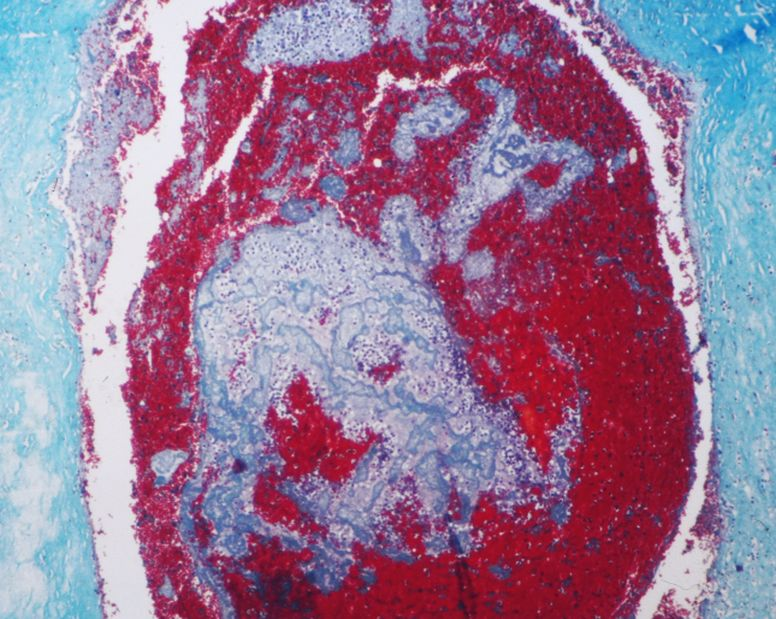
Trombe intraarterial. Microscopi òptic. 150X. Tinció: Tricròmic de Masson.

Els coàguls sanguinis són masses resultants de la coagulació de la sang.
Quan està dins del cor o d'un vas (arterial o venós) s'anomena trombe i quan es mou del lloc on s'ha format es parla d'èmbol; quan s'ha format fora d'un vas (per secció o ruptura d'aquest) s'anomena hematoma. Els coàguls sanguinis són normals en els casos de ferides, però patològics en els casos de trombosi.

## Tractament
La prevenció de coàguls de sang i el tractament redueix el risc d'accident cerebrovascular, infart miocardíac i embòlia pulmonar. L'heparina i l'acenocumarina s'utilitzen per inhibir la formació i el creixement de trombes existents.